# Estabilidad química
El término estabilidad química al ser usado en el sentido técnico en química se refiere a la estabilidad termodinámica de un sistema químico.
La estabilidad termodinámica ocurre cuando un sistema está en su estado de menor energía o equilibrio químico con su entorno. Este puede ser un equilibrio dinámico, en donde moléculas o átomos individuales cambian de forma, pero su número total en una forma o estado particular se conserva. Este tipo de equilibrio químico termodinámico se mantendrá indefinidamente a menos que el sistema sea modificado. Los sistemas químicos pueden incluir cambios en el estado de la materia o un grupo de reacciones químicas.
Además tienen como propiedad: La inestabilidad
La estabilidad termodinámica se aplica a un sistema particular. La reactividad de una sustancia química es una descripción de cómo podría reaccionar a través de una variedad de sistemas químicos potenciales.
Sustancias químicas o estados pueden persistir indefinidamente aunque no sean el estado más bajo de energía si experimentan metaestabilidad - un estado estable solo si no es muy perturbado. Una sustancia puede ser cinéticamente persistente si está cambiando a otra sustancia o estado relativamente lento, y por lo tanto no es un equilibrio termodinámico.
El "estado A" es más estable termodinámicamente que el "estado B" si la energía de Gibbs del cambio de "A" a "B" es positiva.
.

## Química exterior
En lenguaje común y a menudo en la ciencia de materiales, se dice que una sustancia es estable si no es particularmente reactivo en el ambiente o durante uso normal, y mantiene sus propiedades útiles en la escala de tiempo de su durabilidad esperada. En particular la durabilidad es mantenida en presencia de aire, humedad o calor, y bajo las condiciones esperadas de aplicación, por lo que se dice que el material es inestable si se corroe, descompone, polimeriza, quema o explota bajo las condiciones anticipadas de uso o condiciones ambientales normales.
- Datos: Q903517